# Louis Ncamiso Ndlovu
Louis Ncamiso Ndlovu OSM (* 15. März 1945 in Enkaba; † 27. August 2012 in Manzini) war römisch-katholischer Bischof des Bistums Manzini in Swasiland.

## Leben
Louis Ncamiso Ndlovu trat der Ordensgemeinschaft der Serviten bei, legte am 12. April 1975 die Profess ab und empfing am 4. Mai 1978 in der Kathedrale in Manzini die Priesterweihe.
Papst Johannes Paul II. ernannte ihn am 20. Februar 1981 zum Apostolischen Administrator und am 1. Juli 1985 zum Bischof von Manzini. Die Bischofsweihe spendete ihm der Bischof von Eshowe, Mansuet Dela Biyase, am 12. Oktober 1985; Mitkonsekratoren waren George Francis Daniel, Erzbischof von Pretoria und Militärbischof von Südafrika, und Wilfrid Fox Napier OFM, Bischof von Kokstad.
Er war Präsident der Southern African Catholic Bishops’ Conference (SACBC).

## Wirken
Ncamiso Ndlovu war als Menschenrechtler bekannt, insbesondere gegen König Mswati III. Er intervenierte permanent gegen die Verschwendungssucht des Königs und forderte Investitionen in Bildung, Gesundheit und weitere Entwicklungsprogramme.
Er solidarisierte sich mit der Studentenschaft des Swaziland College of Technology, die gegen die mangelhaften Bildungschancen protestierte, auch bei dem historischen Hungerstreik an der University of Swaziland Anfang der 1990er Jahre. Er gab den Studenten Asyl und verhinderte so Verhaftungen durch die Polizei.
Ncamiso Ndlovu litt an Diabetes.